# Dolomedes triton
Dolomedes triton là một loài nhện trong họ Pisauridae.
Loài này thuộc chi Dolomedes. Dolomedes triton được Charles Athanase Walckenaer miêu tả năm 1837.

## Hình ảnh

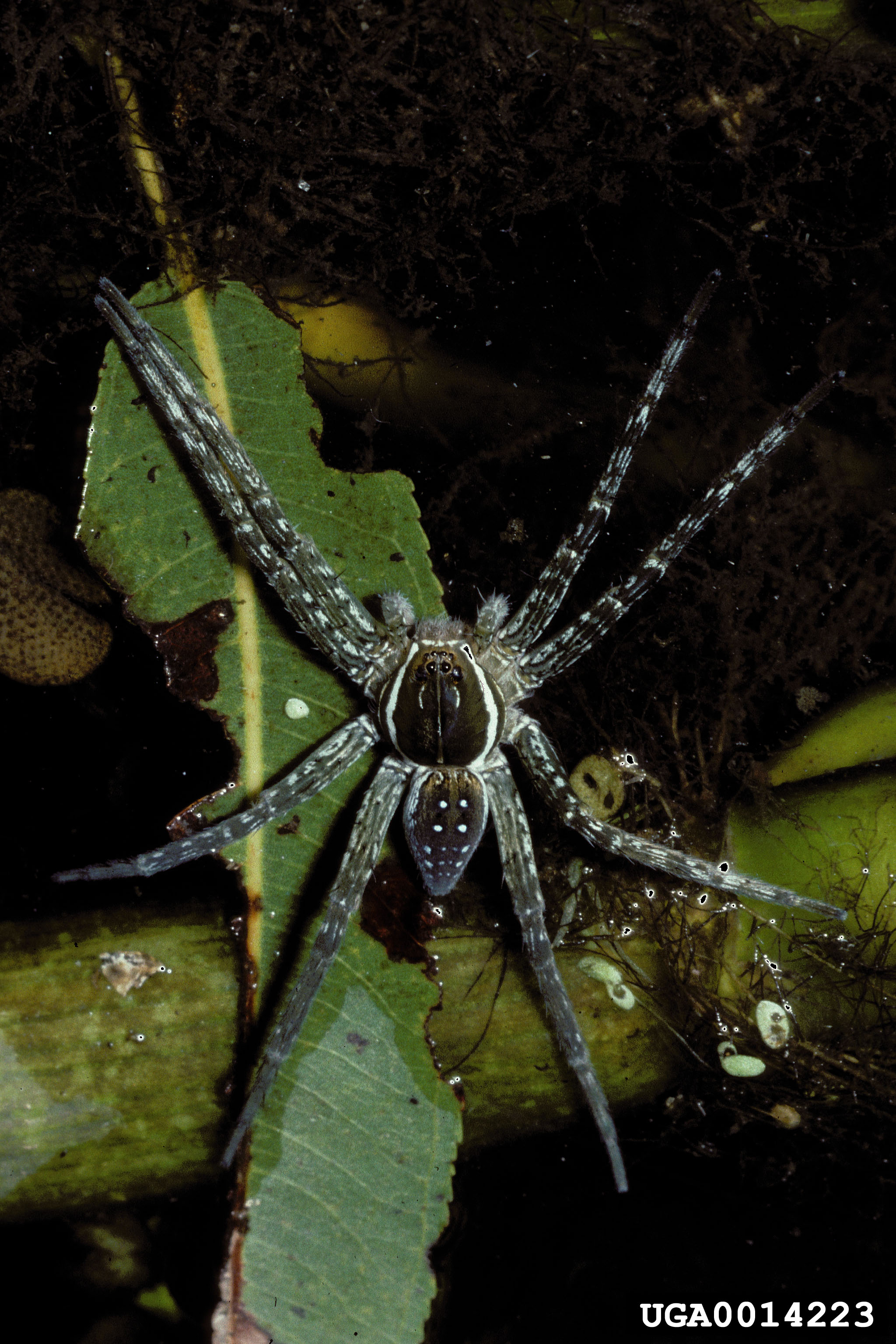
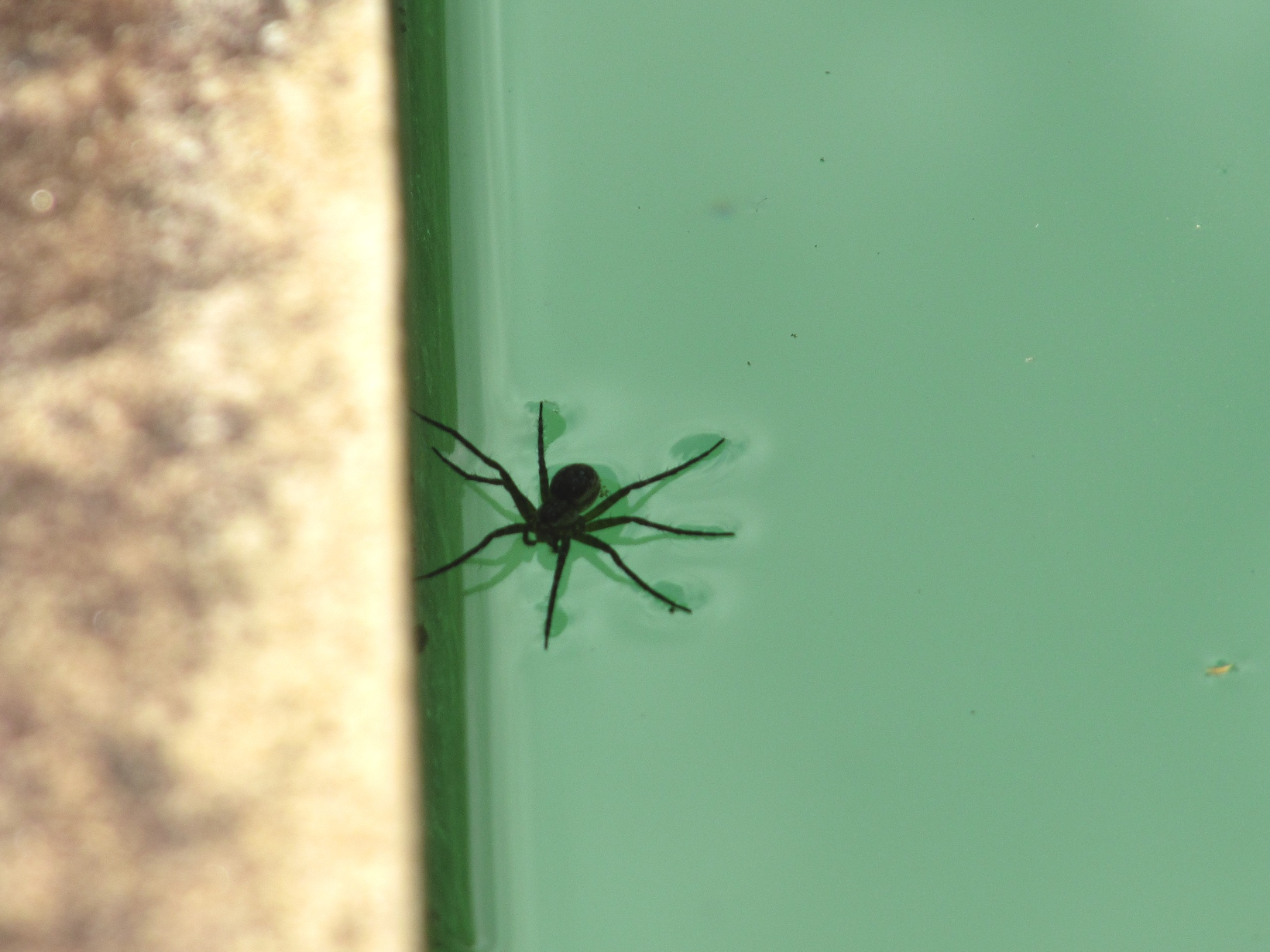
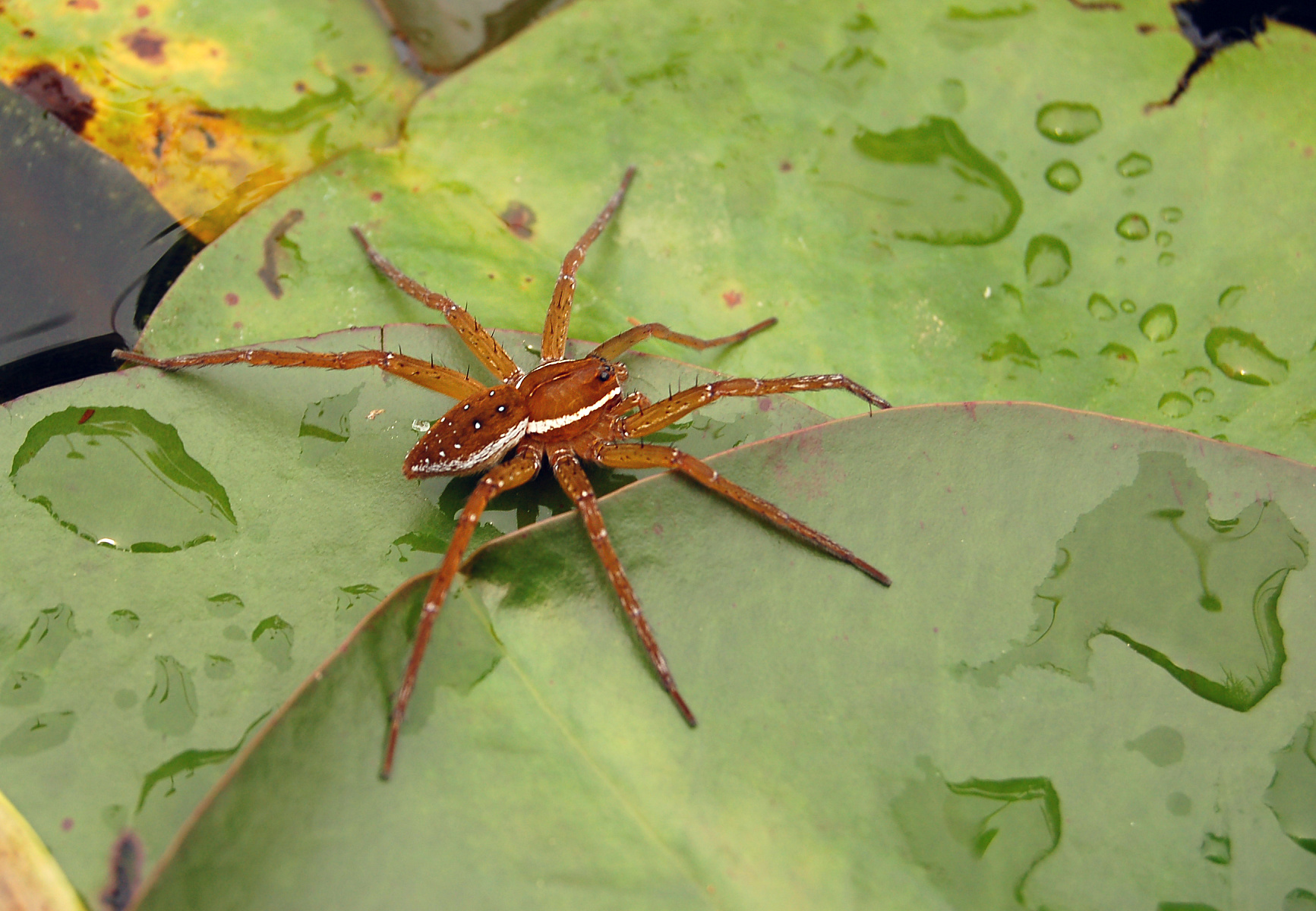